# Parc national de Kobuk Valley
Pour les articles homonymes, voir Valley.
Le parc national de Kobuk Valley (Kobuk Valley National Park) est un parc national américain situé au Nord-Ouest de l'Alaska, à quarante kilomètres du cercle polaire. D'une superficie de 6757 km², il est plus vaste que l'état du Delaware. Les visiteurs du parc peuvent admirer les dunes de sable de quarante-cinq mètres de hauteur, ainsi que les routes de migrations des caribous. Les dunes de sable occupent une étendue de 83 km². Le parc ne comporte pas de routes, et fait partie des moins visités des parcs nationaux.

## Description
Le parc est le centre d'un vaste écosystème entre le refuge faunique national de Selawik et la réserve nationale de Noatak. Les deux tiers de la Kobuk River sont compris dans le parc, ainsi que la Kaliguricheark. Trois ensembles de champs de dunes de sable sont situés sur le côté sud de la rivière Kobuk. Les Great Kobuk Sand Dunes, Little Kobuk Sand Dunes et les Hunt River Dunes sont des vestiges de champs de dunes qui couvraient jusqu'à 81 000 ha immédiatement après le retrait de la glaciation du Pléistocène. Une combinaison de dépôts d'épuration des glaciers et de vents forts a créé le champ, qui est maintenant principalement couvert de forêts et de toundra. À l'heure actuelle, les champs de dunes couvrent environ 8 300 hectares, ce qui constitue le plus grand champ de dunes arctiques en Amérique du Nord. La NASA a financé leur étude en tant qu'analogue pour les dunes polaires martiennes.

## Écologie
Le parc est situé dans une zone de transition entre la forêt boréale et la toundra arctique. Les espèces animales les plus connues sont les élans, les saumons, et surtout les caribous. Ces derniers sont plus de 400 000 et migrent chaque année entre leurs quartiers d'hiver et d'été. Ils représentent depuis toujours une source de subsistance traditionnelle importante pour le peuple Inupiaq, qui vit de la chasse et de la pêche dans les lieux. La faune comprend également des loups, ours noirs, ours bruns, renards roux, lynx du Canada, loutres et mouflons de Dall. Des gloutons, porcs épics, visons et martres se rencontrent aussi.
Des aurores boréales sont souvent visibles, comme souvent dans le nord de l'Alaska, par des nuits d'hiver quand l'activité solaire est élevée.

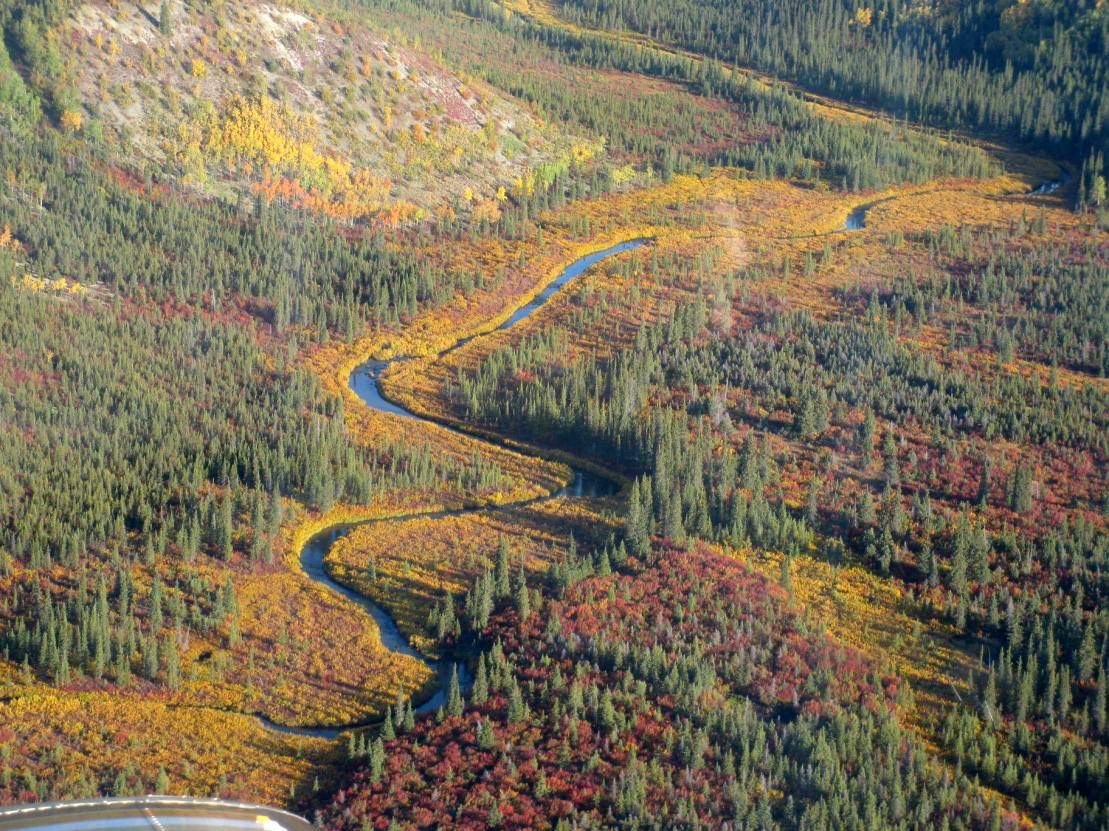
Méandres de la rivière Kobuk
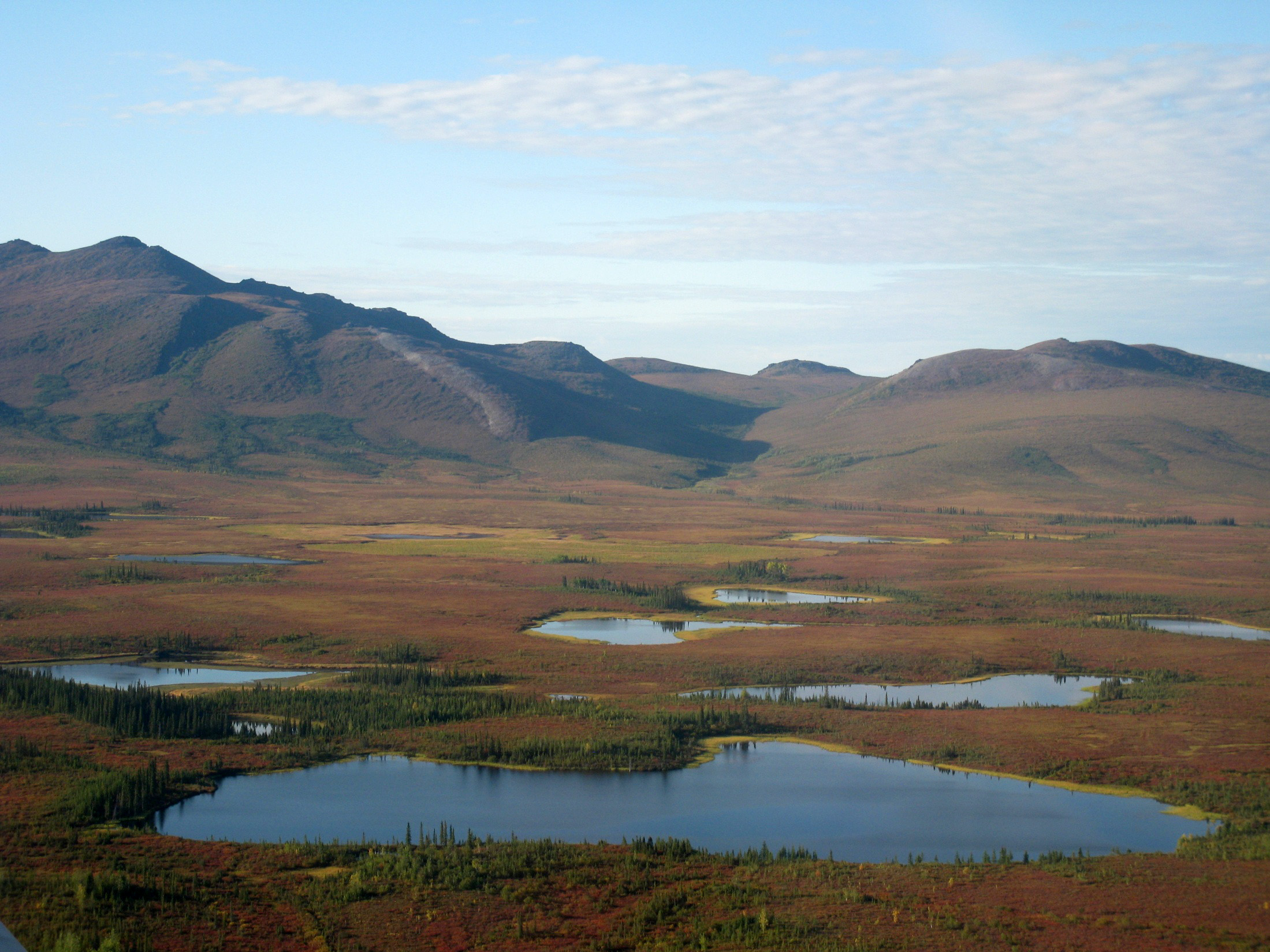
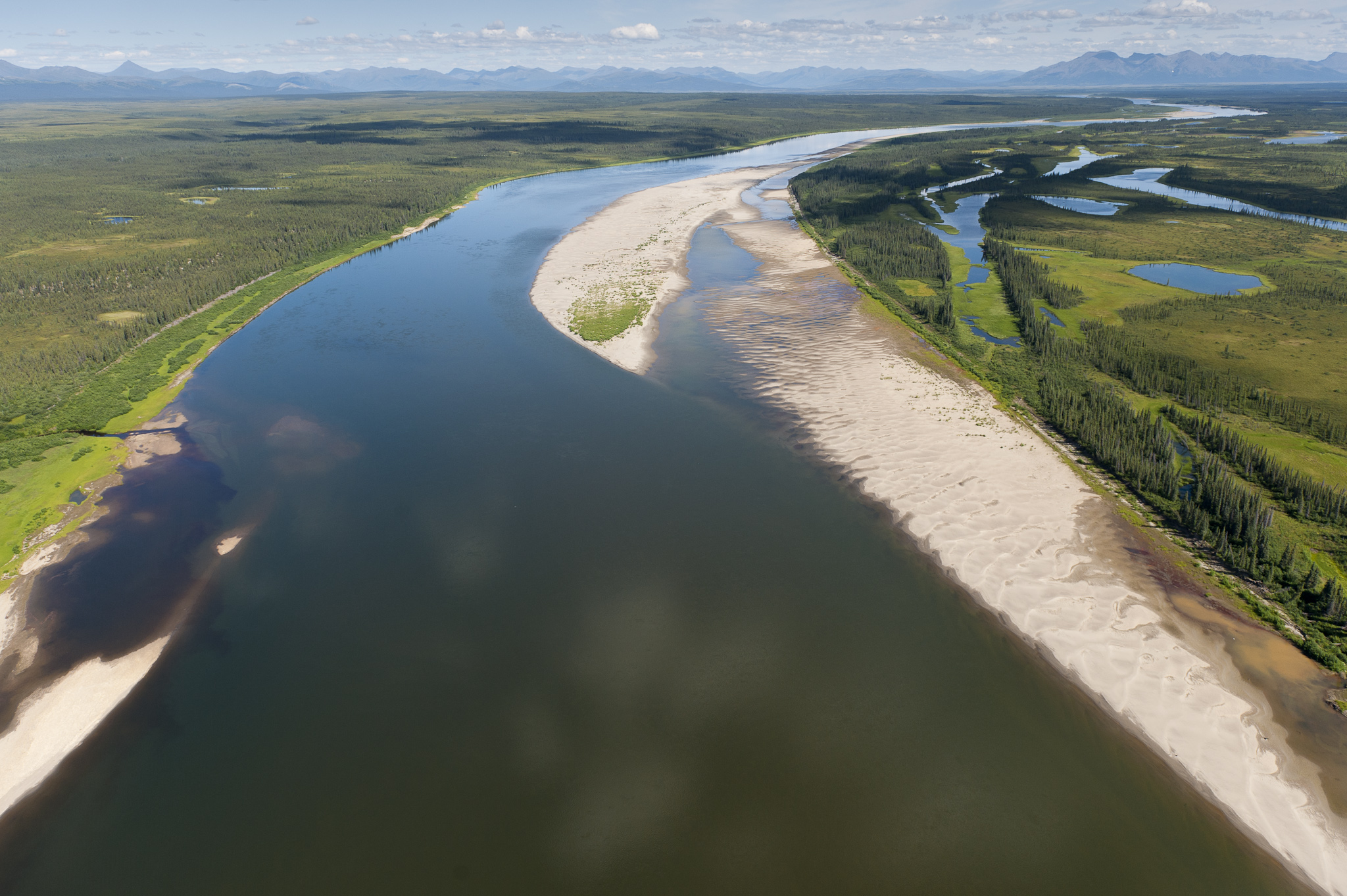
Kobuk River
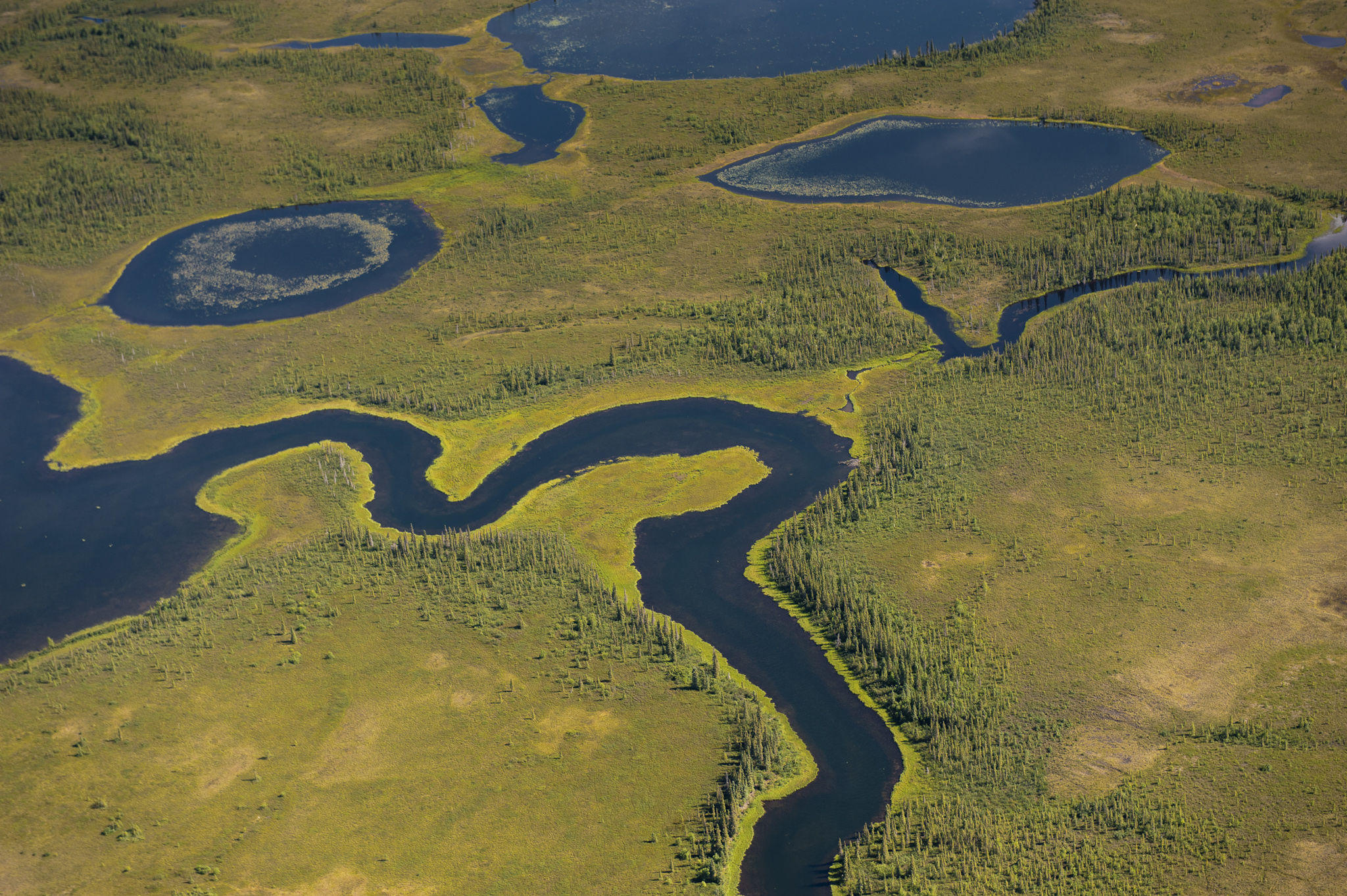
Vue du ciel
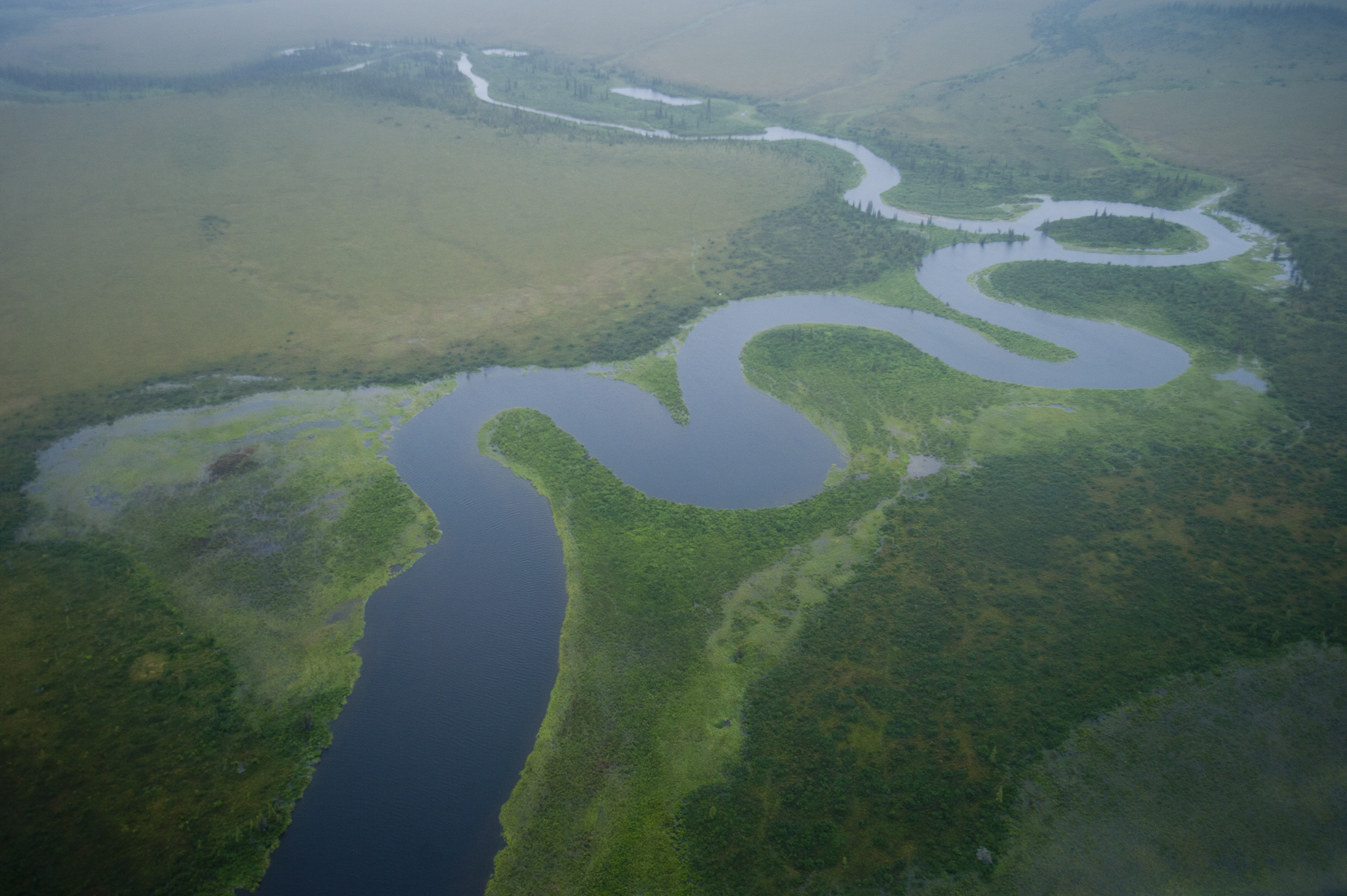
Méandres
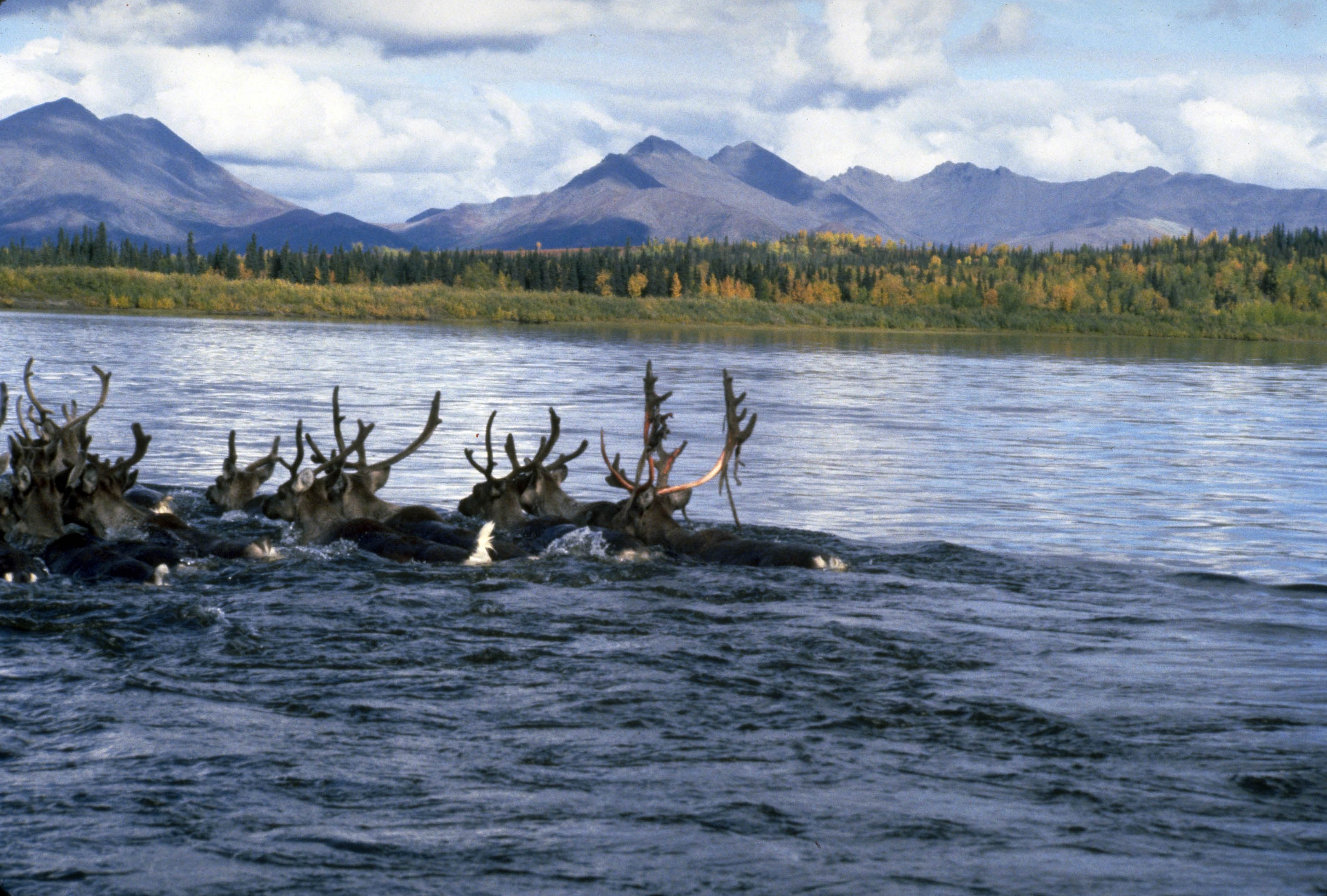
Caribous dans la rivière Kobuk
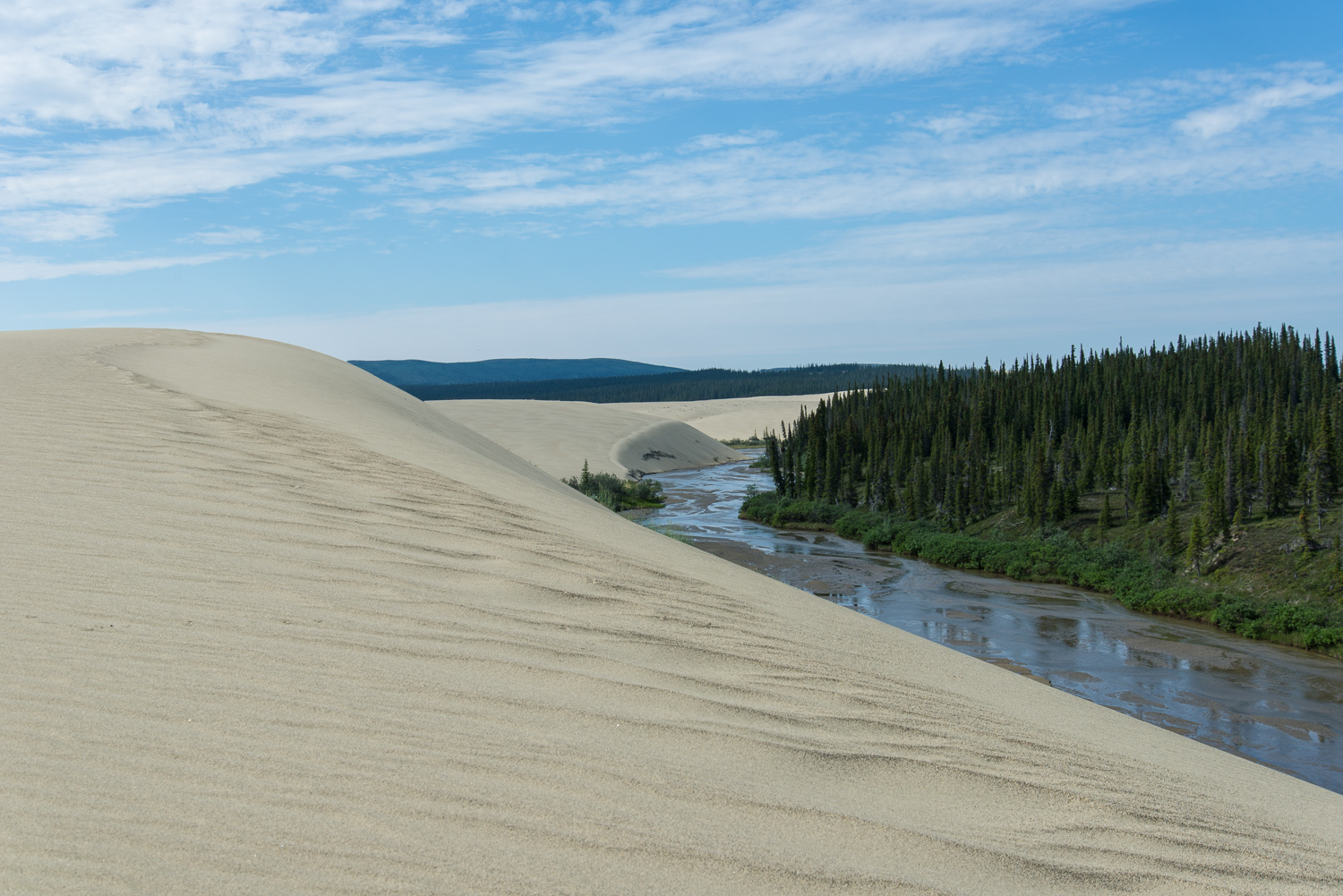
Dunes de sable
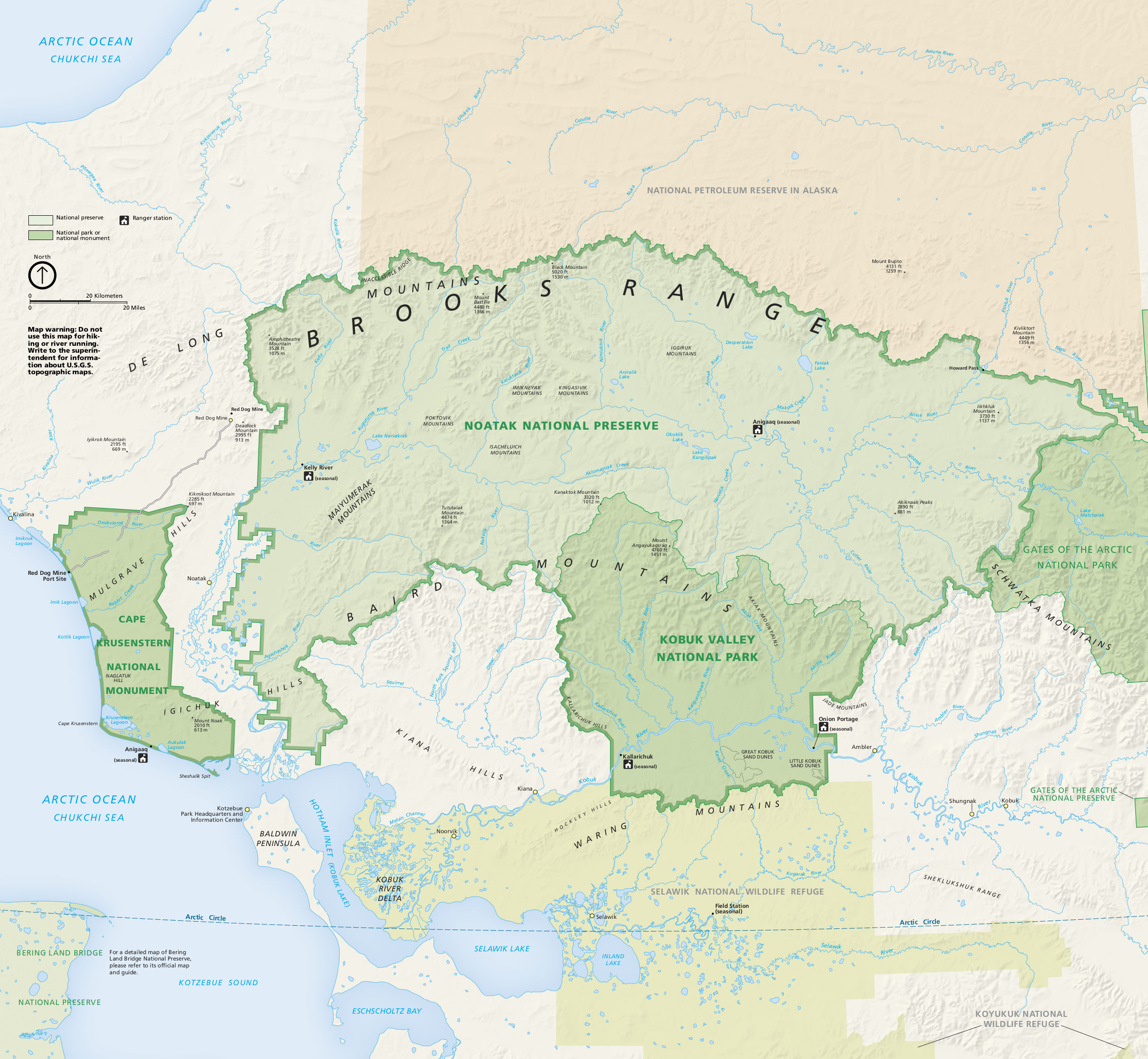
Carte du parc
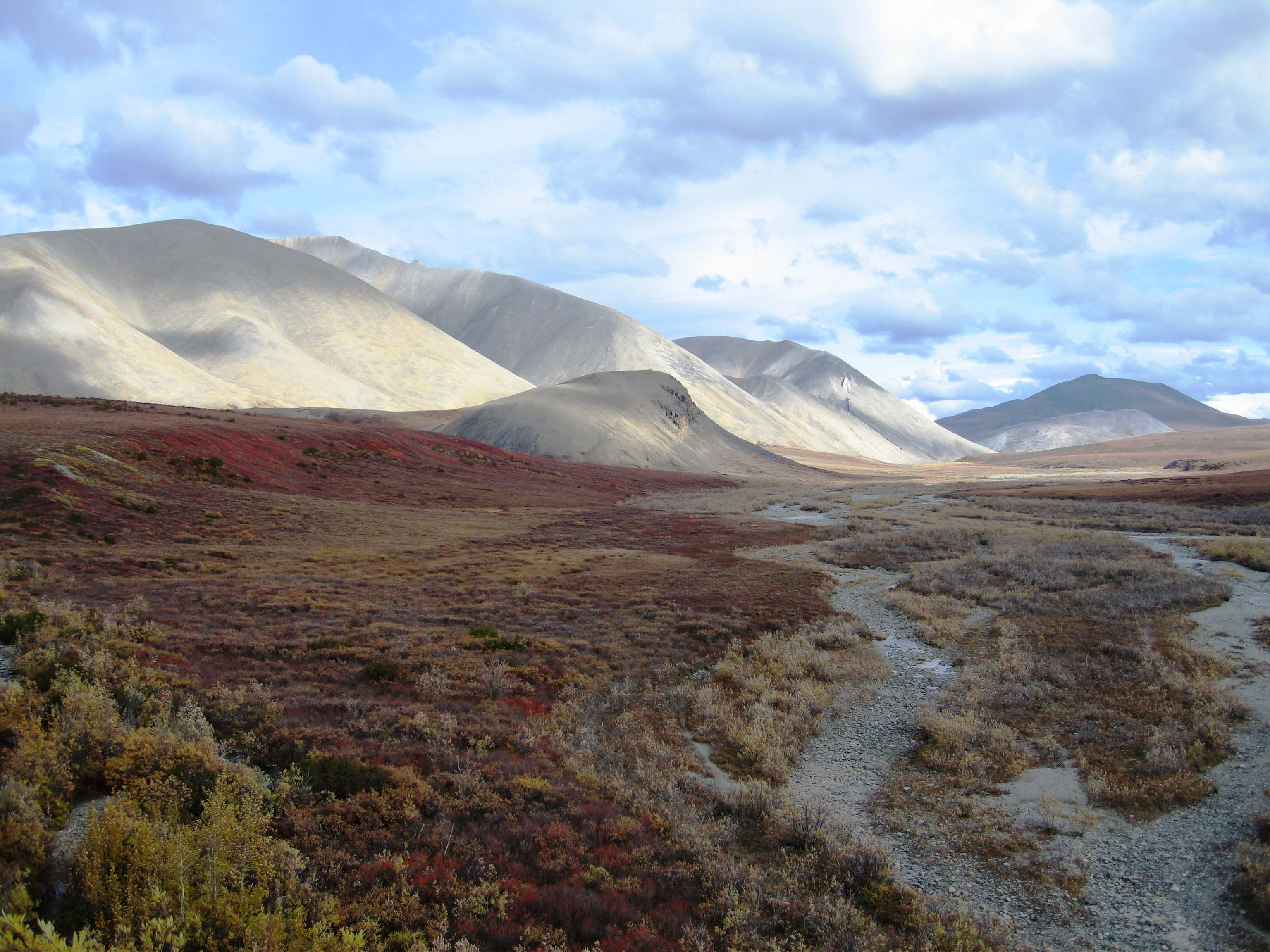
Paysage
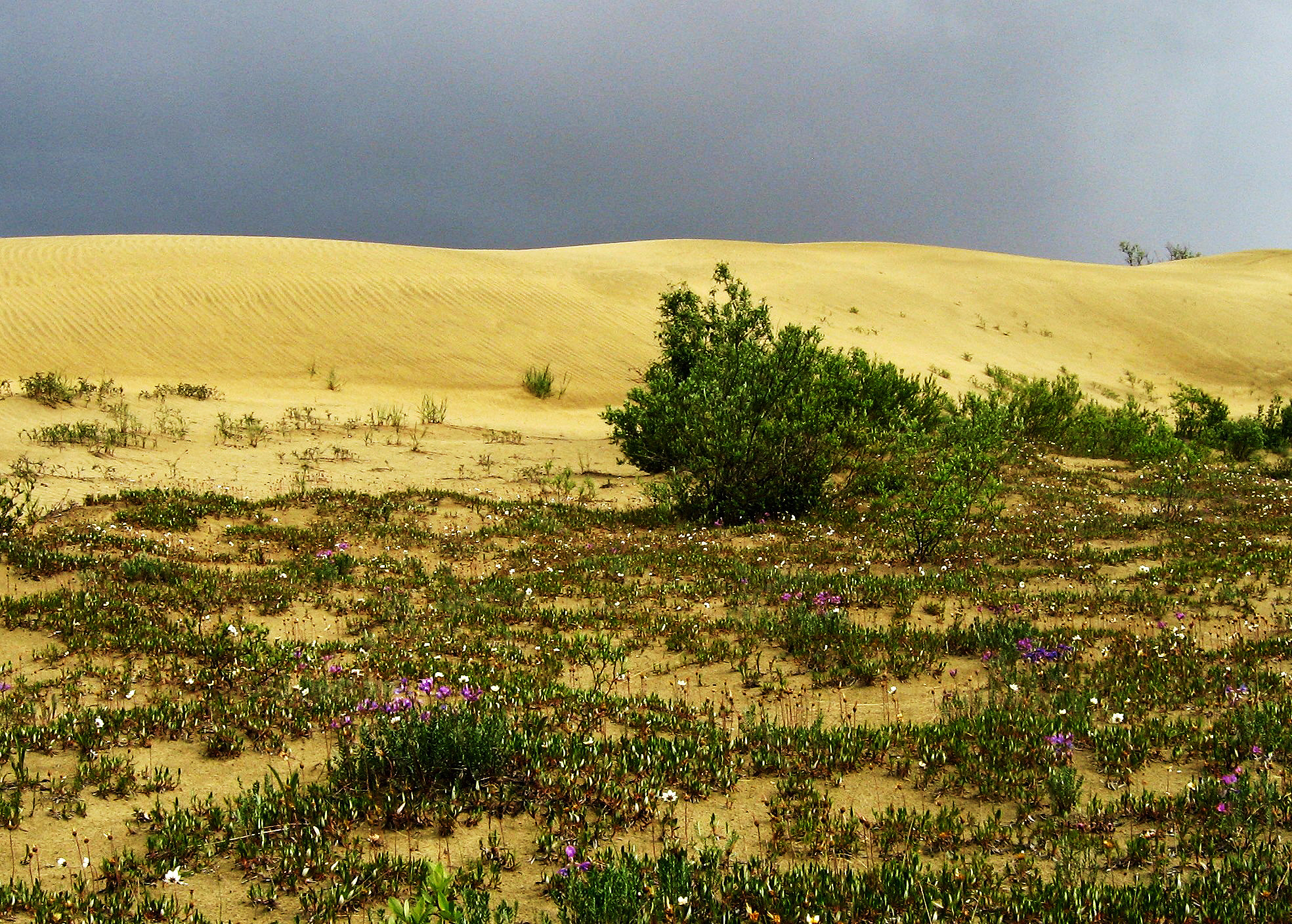
Fleurs sur les dunes

## Activités
Les activités proposées comprennent l'observation des dunes de sable, le camping, la randonnée pédestre, la navigation de plaisance et les balades en traîneau à chiens.